# Quios (ciutat)
Quios (grec: Χίος) és la ciutat principal de l'illa grega de Quios, a la mar Egea oriental. La ciutat es troba a mitja costa oriental de l'illa, gairebé enfront del poble costaner turc de Çeşme. Té una població de 26.850 habitants (2011) i és la capital administrativa i port principal tant de l'illa com de la unitat perifèrica de Quios. La ciutat de Quios també constitueix l'únic districte municipal dins del de Quios, un dels vuit municipis de l'illa.
Normalment la ciutat és reconeguda localment amb el nom de Khora (grec: χώρα, amb el significat literal de 'país') o Kastro ('castell') per distingir-la del nom de l'illa, que comparteixen.

## Història

Mapa amb algunes de les antigues ciutats gregues de Jònia, on s'aprecia la ubicació de Quios

Quios tingué assentaments grecs molt antics, tot i que no se n'ha trobat cap anterior a l'any 900 ae. Fou construïda al costat d'un port natural que, segons Estrabó, podia albergar fins a vuitanta vaixells. Era una de les ciutats que s'atribuïa ser la pàtria d'Homer.
En l'època arcaica Quios va ser recolzada per Milet en una guerra contra Èritres i, a canvi, els de Quios donaren suport a Milet quan va ser envaïda pels lidis en l'època dels reis Sadiates i Aliates II.
Fou una de les ciutats de la dodecàpolis jònica; Heròdot indica que els de Quios i els d'Èritres compartien la mateixa parla. Es va unir a la Revolta Jònica de l'any 499 ae i va aportar cent naus a la batalla naval de Lade (495 ae). Després de la derrota dels jònics, els perses van ocupar fàcilment Quios.
Abans de la Guerra del Peloponés Quios era aliada d'Atenes i participà al costat d'atenencs i lèsbics en un setge a Samos l'any 440-39 ae. Va continuar formant part de la lliga de Delos durant gran part de la guerra, encara que es tractava d'una ciutat independent que no havia de pagar-hi tribut sinó que proporcionava naus a l'aliança. En l'hivern del 425-4 ae els quiotes hagueren d'enderrocar una muralla nova que havien construït per ordre dels atenesos que temien que s'hi revoltaren; tot i així continuaren durant uns anys més en l'aliança amb Atenes i arribaren a formar part dels efectius que efectuaren l'expedició a Sicília. El 412 ae, en efecte, es van revoltar contra Atenes i es feren aliats d'Esparta en els anys posteriors.
Després, però, formaren part de les ciutats incloses en Segona lliga atenesa al 378-7 ae. En el 357 ae, durant la Guerra social, Bizanci, Rodes i Quios es van unir a l'illa de Cos i a Mausol, rei de Cària, en el seu enfrontament contra Atenes.
L'any 334 ae Memnó, que era comandant en cap al servei del rei persa Darios III, s'apoderà de Quios. Els perses hi establiren una guarnició, però poc després caigué en mans dels macedonis, recolzats pel sector dels habitants de Quios que eren partidaris seus.
En el 190 ae, Quios va afavorir els romans durant la Guerra romanosiriana i fou utilitzada com a magatzem de subministraments de gra. Al final de la guerra els romans concediren la llibertat a Quios i la recompensaren per la seua lleialtat.
Zenobi, general de Mitridates VI del Pont, s'apoderà de la ciutat en el 86 ae, perquè acusava els quiotes d'afavorir els romans. Els de Quios van ser obligats a lliurar totes les armes i una gran quantitat de riqueses. No satisfet amb això, Zenobi feu deportar homes, dones i infants cap a la mar Negra.
L'any 1346 els genovesos s'apoderaren de l'illa i s'hi van mantenir fins a 1566, quan passà a l'Imperi otomà.
El centre de poder polític i militar de l'illa durant part de l'època medieval fou el castell de Quios, conegut amb el nom de Kastro.

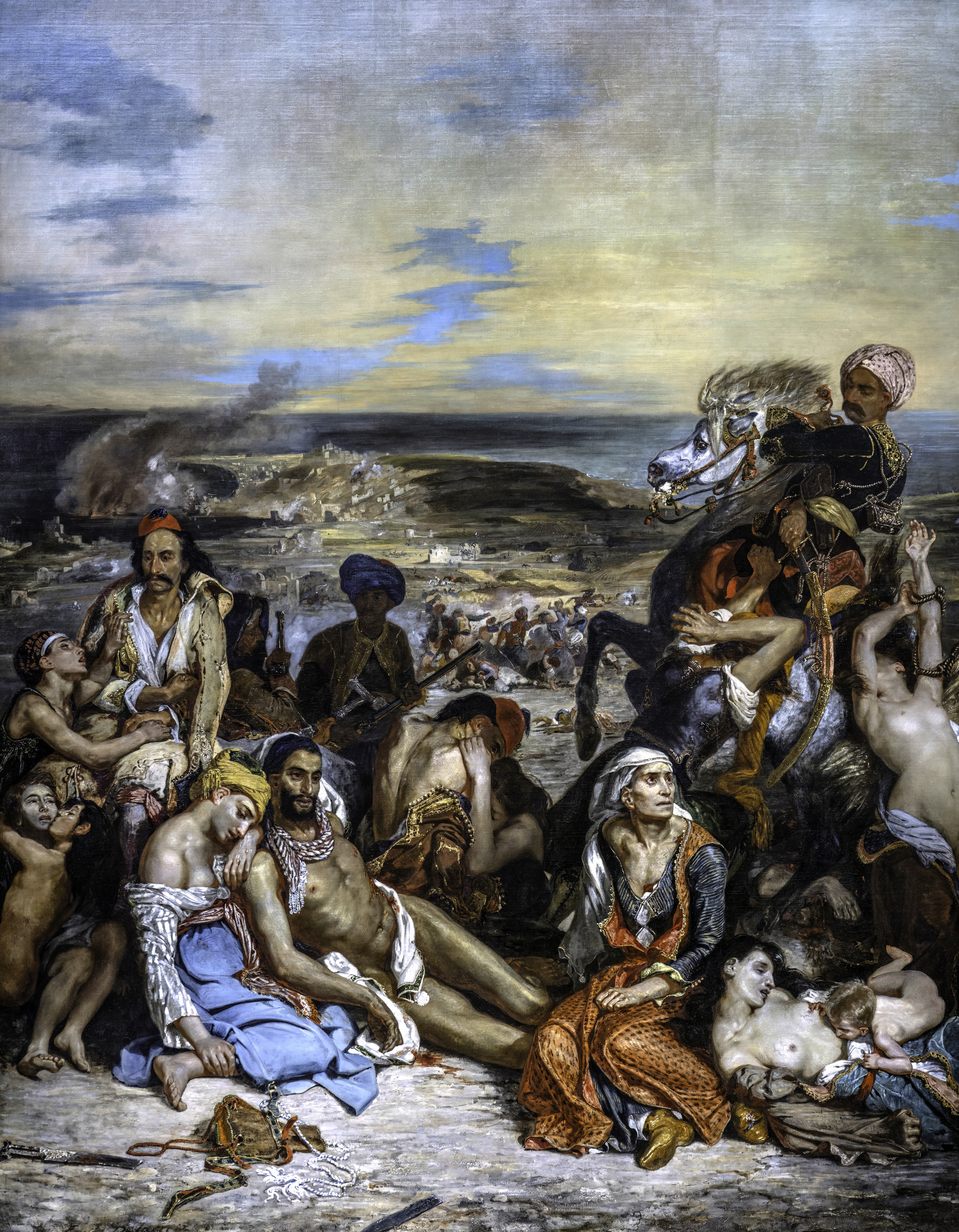
La matança de Quios, per Eugène Delacroix (1824), París, Museu del Louvre

El 1822 es produí una revolta a Quios contra els otomans propiciada per alguns grecs que hi arribaren de Samos. Com a represàlia van desembarcar a Quios tropes otomanes que produïren una gran massacre entre els habitants. Quios continuà sent part de l'Imperi otomà fins a 1912, quan, després de la derrota turca en la Primera Guerra dels Balcans l'illa s'integrà a Grècia.

## Evolució de la ciutat
Des de 1800 el poble s'ha expandit a partir del que era el Kastro i el port originari. Després del devastador terratrèmol de Quios de 1881, el poble fou substancialment reconstruït en estil neoclàssic, tot i que gran part del moll i els voltants tenen un estil més modern. Encara que la població és relativament estable, continua l'expansió amb suburbis construïts al nord i sud. El centre de la ciutat encara es troba concentrat entre el port i el castell i és on es troben edificis administratius, museus, el principal carrer comercial (Aplotarias) i el jardí municipal.
Al nord de Quios es troba el suburbi de Vrontados.

## Patrimoni
- Museu Arqueològic de Quios
- Museu Bizantí de Quios
- Palau de Justinià
- Museu Marítim de Quios
- Museu de Nea Moní